# 格姆巴山
48°37′54″N 23°16′11″E / 48.63167°N 23.26972°E

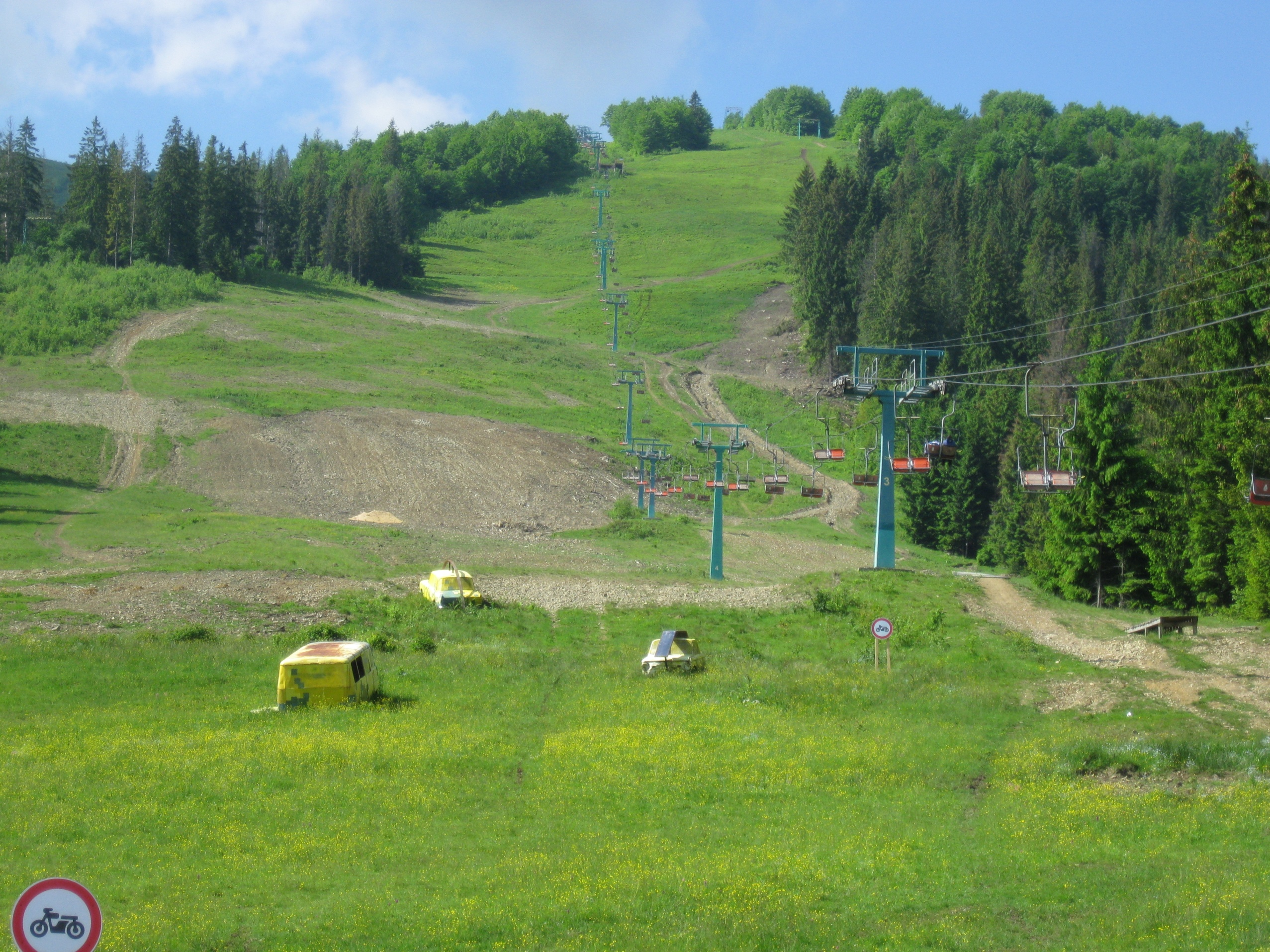

格姆巴山是烏克蘭的山峰，位於該國西部，處於外喀爾巴阡州，屬於烏克蘭喀爾巴阡山脈中波洛尼納博爾扎瓦山的一部分，海拔高度1,497米。